# Joseph Rutherford
Joseph Franklyn Rutherford (1869 - 1942), va ser advocat, i president de la Societat Watch Tower (del 1917 al 1942), entitat que publica la literatura dels Testimonis de Jehovà. Conegut amb el nom de Jutge, era considerat pels seus, com un membre ungit dels anomenats 144.000 del llibre d'Apocalipsi.

## Història
Nascut a Missouri (EUA) el 8 de novembre de 1869, des de jove va interessar-se per la religió, i l'any 1905 va ingressar en el moviment d'Estudiants de la Bíblia, grup format per Charles Taze Russell. Es va convertir en assessor jurídic de la Societat Watch Tower el 1907 i un representant viatger fins al 1917. Després de la mort del fundador, va esdevenir president de la Societat Watch Tower i membre del Cos Governant.
L'any 1917 va ser empresonat degut a la publicació d'un llibre The Finished Mystery on animava al poble americà a no participar en la Primera Guerra Mundial.
Va fer molts canvis a l'organització reinterpretant les doctrines de Russell. També va escriure molts llibres al llarg de la seva vida i va donar al moviment un nou nom distintiu: Testimonis de Jehovà (1931), nom amb què es coneix aquest grup avui dia. També són trets característics de J. F. Rutherford la seva enemistat envers les esglésies cristianes, especialment la catòlica que la considerava com Babilònia la Gran; figura profètica que apareix en el llibre d'Apocalipsi. En 1933 va enviar a Adolf Hitler la carta Declaració de fets protestant per la persecució dels Testimonis de Jehovà a Alemanya.

### Campanya dels Milions
A l'inici de l'anomenada Campanya dels Milions J.F. Rutherford el 24 de febrer de 1918, pronuncià una conferència bíblica titulada "El món s'ha acabat - ¡Milions que ara viuen mai moriran!". A partir de 1919 va començar una sèrie de conferències per diverses ciutats dels Estats Units i el Canadà que es van prolongar per sis anys. En el 1920 Rutherford publicar un llibre amb el mateix nom, Milions que ara viuen no moriran mai.

### The Golden Age
L'any 1919 Rutherford celebrar una gran assemblea a Cedar Point,(Ohio) on s'anuncià la publicació d'una nova revista: "The Golden Age" (L'edat d'or) actualment coneguda amb el nom de "Awake!" i en castellà com "¡Despertad!" (Desperteu!).

### Campanya contra la religió falsa
Rutherford va portar a terme una campanya contra el que anomenava Babilònia la gran o l'imperi de la religió falsa.
Per difondre millor el seu missatge, Rutherford utilitzar mitjans de comunicació moderns com les ones de ràdio. La societat va començar a construir emissores de ràdio i per l'any 1933 ja tenia 403 estacions de ràdio per tots els Estats Units. Un altre medi utilitzat fou el fonògraf portàtil que s'utilitzava en la predicació de casa en casa.
El seu lideratge entre els Testimonis de Jehovà va ser total, els seus llibres es distribuïen per milions, i els seus discursos es retransmetien per centenars d'emissores de ràdio.

### Campanya contra la Llei seca
Joseph Rutherford també va atacar a la famosa Llei seca:
| «                                                              | Recentment, el President de la nostra Associació, responent a una qüestió referen a la Dècim Octava Esmena de la Constitució dels Estats Units, que prohibeix la fabricació, la venda i el transport de licors en els Estats Units i que es coneix sota el nom de «llei seca», declarà : "la Prohibició es un acord del diable" | » |
| — Publicat a la revista "The Watchtower" 1 de novembre de 1924 | |   |

Amb aquest manifest Joseph Rutherford es declarava contrari a la llei seca promulgada pel govern.

### Mort
Rutherford va contraure un càncer de còlon i moria el 8 de gener de 1942, a Califòrnia, a Beth Sarim, la casa que els testimonis de Jehovà havien construït per allotjar-hi els antics profetes i patriarques d'Israel, els quals pensaven que ressuscitarien l'any 1925. Va fer-se càrrec de la presidència de Watch Tower i dels testimonis de Jehovà Nathan Homer Knorr.

## Successió de Russell
El període inicial de la presidència de Rutherford fou turbulent per l'organització dels estudiants de la bíblia. No tothom estava d'acord de nomenar-lo com a successor de Russell. Això es devia al fet que el seu caràcter era molt diferent del del seu predecessor. Russell era conegut com un home mític i popular, mentre que el temperament de Rutherford era completament l'oposat: decisiu i resolutiu encara a costa de ser impopular. Era alt, 1 metre i 88 centímetres i pesava 102 quilos, característica que li conferia un aspecte imponent i que imposava temor.
Malgrat que Russell havia deixat per escrit el nom de les persones que havien de ser els seus successors, J.F. Rutherford es va apoderar de la presidència de la societat inhabilitant alguns dels seus socis contraris. Finalment, l'any 1917 fou nomenat president de la Watch Tower per majoria.

## Obra
Llibres publicats per Joseph Rutherford:
- Man's Salvation From a Lawyer's Viewpoint, 1906.
- Can the Living Talk With the Dead?, 1920.
- Milions que ara viuen no moriran mai, 1920.
- Talking With the Dead, 1920.
- L'arpa de Déu, 1921, 1924-8, 1937, 1940.
- Comfort For The Jews, 1925.
- Deliverance, 1926.
- Creation, 1927, 1939.
- Restoration, 1927.
- Government, 1928.
- Prosperity Sure, 1928.
- Reconciliation, 1928, 1937.
- Life, 1929.
- Prophecy, 1929.
- Our Lord's Return, 1929.
- Light, Book 1, 1930.
- Light, Book 2, 1930.
- Vindication, Vol 1, 1931.
- Vindication, Vol 2, 1932.
- Vindication, Vol 3, 1932.
- Preservation, 1932.
- What is Truth?, 1932.
- Jehovah, 1934.
- Universal War Near, 1935.
- Riches, 1936.
- Armageddon the Greatest Battle of all Time, 1937.
- Enemies, 1937.
- Face the Facts, 1938.
- Salvation, 1939.
- Religion, 1940.
- Children, 1941.

## Canvis d'organització

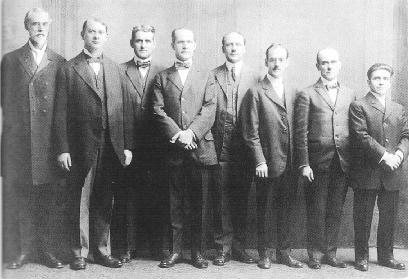
Consell-Directiu any 1918

Com a president de la Societat Watch Tower, va introduir molts canvis d'organització i doctrinals, a més de potenciar en gran manera i en gran manera l'activitat de la predicació.
Reorganitzà el moviment sota una estructura centralitzada i jeràrquica que anomenà "teocràtica" doncs els càrrecs no eren elegits com en l'època del seu predecessor, sinó cooptats pel Cos Governant dels Testimonis de Jehovà.
Doctrinalment també va fer canvis profunds, dividí els seus adeptes en dos grups, el primer grup format pels 144.000 amb esperances celestial, el segon, la gran multitud de Revelació (Apocalipsi) cap 7 amb només esperances terrenals. A més va definir que el tema més important de la Bíblia no era la salvació de l'home, sinó la sobirania de Déu.
Altres dogmes que va introduir foren:
- Prohibició de celebrar tota mena de festes d'origen pagà com el Nadal o els aniversaris.
- Prohibició de fer celebracions patriòtiques i de formar part de partits polítics.
- Negar-se a fer el servei militar i de lluitar en la guerra.
- Prohibició de menjar sang i fer transfusions de sang.

## Escatologiade Rutherford
Rutherford assegurar en la seva literatura que l'any 1925 esdevindria segons les profecies de la bíblia, el jubileu de la humanitat moment en què seria restituït el regne de Jehovà o regne de mil anys de Jesucrist. Al mateix temps esperava la resurrecció dels patriarques de l'antiguitat. Per poder allotjar-los va ordenar de construir l'anomenada casa Beth Sarim.

## Vegeu
- Prediccions dels Testimonis de Jehovà
- Profecia dels Set Temps
- Esclau Fidel i Discret